# Himalayanäktergal
Himalayanäktergal (Larvivora brunnea) är en asiatisk tätting som numera placeras i familjen flugsnappare.

## Kännetecken

### Utseende
Himalayanäktergalen är en 15 cm lång fågel med distinkta han- och hondräkter. Hanen är blå ovan och orange under med vitt ögonbrynsstreck och svarta örontäckare. Honan har olivbrun ovansida och beigefärgad undersida med vit strupe och buk.

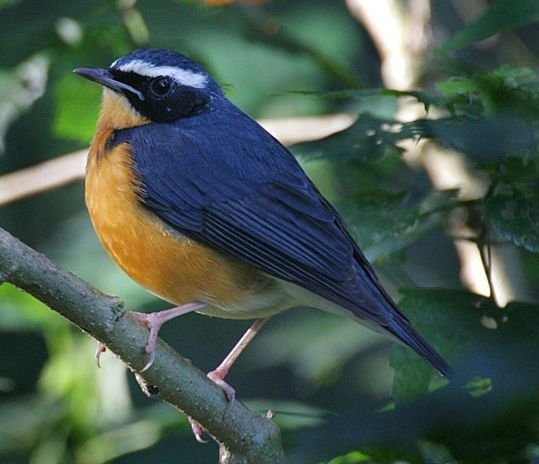
Vinterdräkt

### Läten
Himalayanäktergalens sång är en angenäm men kort och stressad ramsa som inleds med två till fyra högfrekventa toner. Varningslätet är ett hårt "tek".

## Utbredning och systematik
Himalayanäktergal delas upp i två underarter med följande utbredning:
- Larvivora brunnea brunnea – förekommer i Himalaya (från Pakistan till Bhutan och sydöstra Tibet), vintertid söderut till Sri Lanka
- Larvivora brunnea wickhami – förekommer i Myanmar (Chin Hills)

Häckningsområde i grönt, övervintringsområde i blått.

### Släktestillhörighet
Arten har tidigare först till släktet Luscinia, men genetiska studier visar att det släktet är parafyletiskt, där arterna i Larvivora snarare är närmast släkt med kortvingarna i Brachypteryx.

### Familjetillhörighet
Himalayanäktergalen med släktingar ansågs fram tills nyligen liksom bland andra stenskvättor, stentrastar och buskskvättor vara små trastar. DNA-studier visar dock att de är marklevande flugsnappare (Muscicapidae) och förs därför numera till den familjen.

## Levnadssätt
Himalayanäktergalen häckar i fuktiga slutna skogar, ofta molnskogar, med tät undervegetation av buskar, örter och fallna träd. Vintertid påträffas den i skogsmarker, ungskog och plantage. Den lever av ryggradslösa djur som små mollusker samt insekter och deras larver. Fågeln häckar från maj till september i Afghanistan, maj-juli i Himalaya, maj-juni i Kina och april-maj i Myanmar.

## Status och hot
Arten har ett stort utbredningsområde och en stor population, men tros minska i antal till följd av habitatförstörelse och fragmentering, dock inte tillräckligt kraftigt för att den ska betraktas som hotad. Internationella naturvårdsunionen IUCN kategoriserar därför arten som livskraftig (LC). Världspopulationen har inte uppskattats men den beskrivs som lokalt vanlig till vanlig i Indien men ovanlig i Kina.